# Нешетршил, Ярослав
Ярослав (Ярик) Нешетршил (Jaroslav Nešetřil, чешское произношение [ˈjaroslaf ˈnɛʃɛtr̝̊ɪl]; родился 13 марта 1946 в Брно) – чешский математик, сотрудник Карлова университета в Праге. Его область исследования включает комбинаторику (структурная комбинаторика, теория Рамсея), теорию графов (задачи раскраски, разреженные структуры данных), алгебру (представление структур данных, теория категорий, гомоморфизм графов), частично упорядоченное множество (диаграммы и задачи, связанные с порядковой размерностью), информатику (вычислительная сложность, равенство классов P и NP).

## Образование и карьера
Нешетршил получил степень доктора философии в Карловом университете в 1973 году под руководством Алеш Пултра и Герта Сабидусси. Он опубликовал более 300 статей. С 2006 Ярослав является председателем Комитета по математике Чешской Республики (чешский партнер Международного математического союза).
Ярослав Нешетршил – главный редактор журнала «Обзор информатики» и «Целые числа: электронный журнал комбинаторной теории». Также он является почетным редактором «Электронного журнала теории графов и приложений». С 2008 Ярослав Нешетршил является членом Консультативного совета Академии Синика.

## Награды и почести
Он был награжден государственной наградой (1985, совместно с Войтех Редль) за сборник статей о теории Рамсея. Книга «Разреженность - графики, структуры и алгоритмы», которую он написал в соавторстве с Патрисом Оссона де Мендес, была включена в список известных книг и статей 2012 года «ACM Computing Reviews». 
Нешетршил является членом-корреспондентом Немецкой Академии наук с 1996 года и был назначен Почетным доктором университета штата Аляска (Фэрбанкс) в 2002. Также он получил степень Почетного доктора в университете Бордо I в 2009; речь, которую он произнес по-французски в честь этого, привлекла большое внимание. Он получил в 2010 году медаль за заслуги перед Чешской республикой и Золотую медаль физико-технического факультета в Карловом университете в 2011. В 2012 году он был выбран в Европейскую академию. Также он стал почетным членом Венгерской академии наук в 2013. 
Он был приглашенным спикером на Европейском математическом конгрессе в Амстердаме в 2008 и на сессии Комбинаторики Международного конгресса математиков (разделы «Логика», «Основы» и «Комбинаторика») в Хайдарабаде в 2010.
В 2018, по случаю 670-летия основания Карлова университета, Ярослав Нешетршил получил от ректора Карлова университета премию Donatio Universitatis Carolinae «за вклад в математику и за его ведущую роль в создании всемирно известной группы по дискретной математике в Карловом университете».

## Книги
- Хелл, Павол; Нешетршил, Ярослав (2004). «Графы и гомоморфизмы (серия лекций по математике в Оксфорде и ее приложения)». Издательство Оксфордского университета. ISBN 0-19-852817-5.
- Матушек, Йиржи; Нешетршил, Ярослав (1998). «Приглашение в дискретную математику». Издательство Оксфордского университета. ISBN 0-19-850207-9.
- Матушек, Йиржи; Нешетршил, Ярослав; Мильке Х. (переводчик) (2002). «Дискретная математика: Путешествие открытий». На немецком языке. Издательство «Рыцарь». ISBN 3-540-42386-9.
- Матушек, Йиржи; Нешетршил, Ярослав (2006). «Введение в дискретную математику» На французском языке. Издательство «Рыцарь». ISBN 228720010X.
- Нешетршил, Ярослав; Оссона де Мендес, Патрис (2012). «Книга «Разреженность - графики, структуры и алгоритмы (Алгоритмы и комбинаторика, том 28)». Издательство «Рыцарь». ISBN 978-3-642-27874-7.
- Нешетршил, Ярослав; Редль, Войтех (1991). «Математика теории Рамсея (Алгоритмы и комбинаторика, том 5)». Издательство «Рыцарь». ISBN 0-387-18191-1.